# New Lanark
New Lanark é uma vila ao lado do Rio Clyde (River Clyde), aproximadamente a 2.2 km de Lanark, em Lanarkshire e a 40 km a sudoeste de Glasgow na Escócia. A vila foi fundada em 1786 por David Dale, que construiu moinhos de processamento de algodão e casas para os trabalhadores. David Dale construiu a vila em parceria com o inventor e empreendedor inglês Rchard Arkwright, tirando proveito da energia potencial do rio para o processamento do algodão.
A vila foi poosteriormente adquirida pelo genro de David Dale, Robert Owen, que constituiu uma vila utópica fornecendo uma série de benefícios, na época inexistentes, aos trabalhadores.

## Fotografias

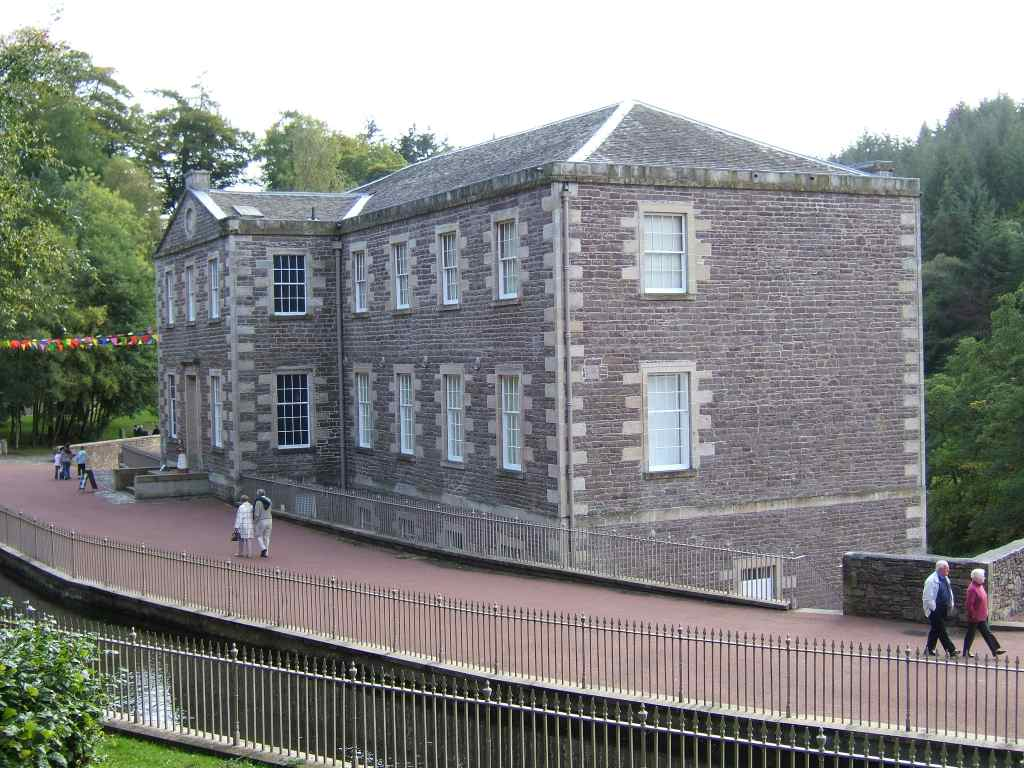
The old school.
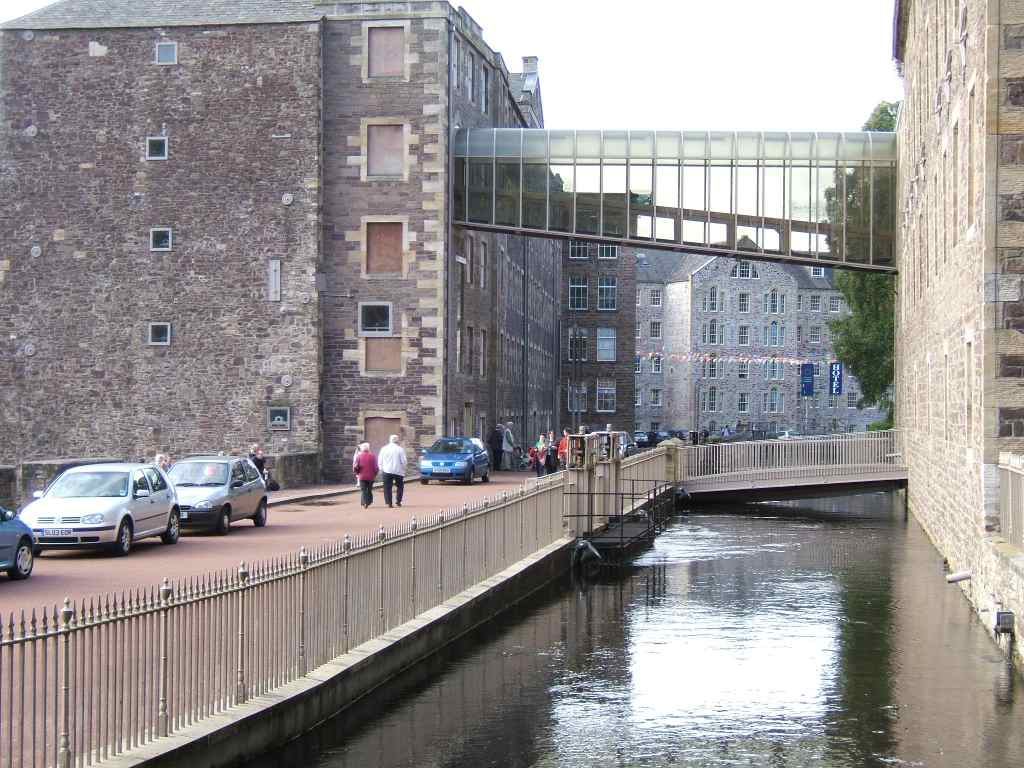
Mills, lade and glass bridge.
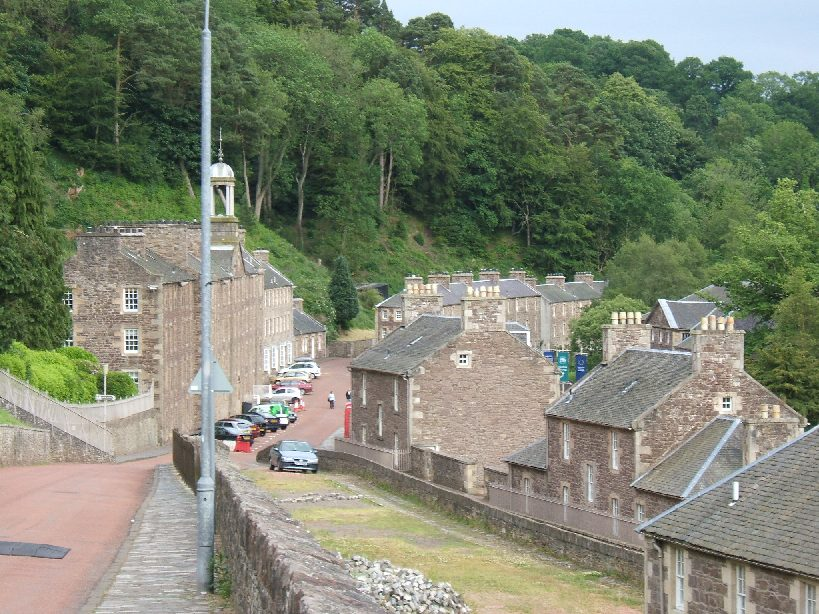
New Lanark village square.
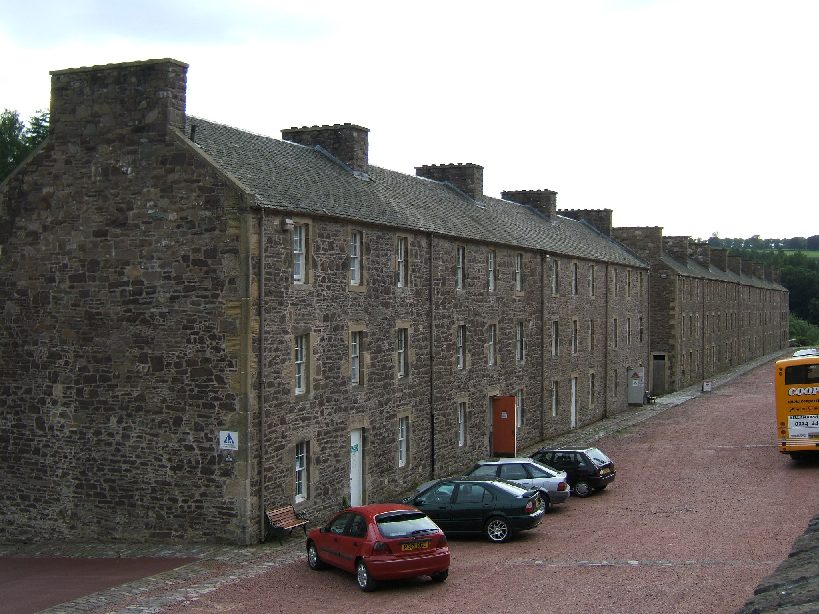
Wee Row youth hostel.
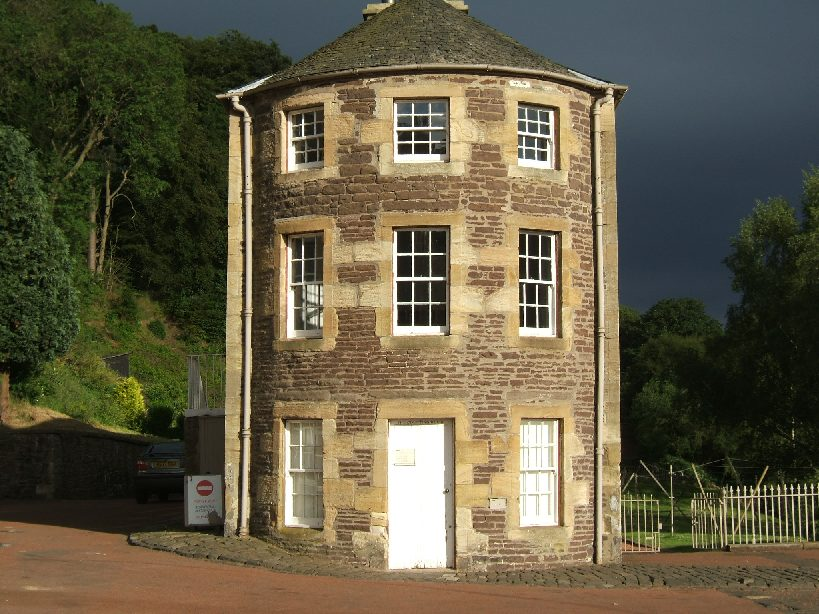
The Counting House.
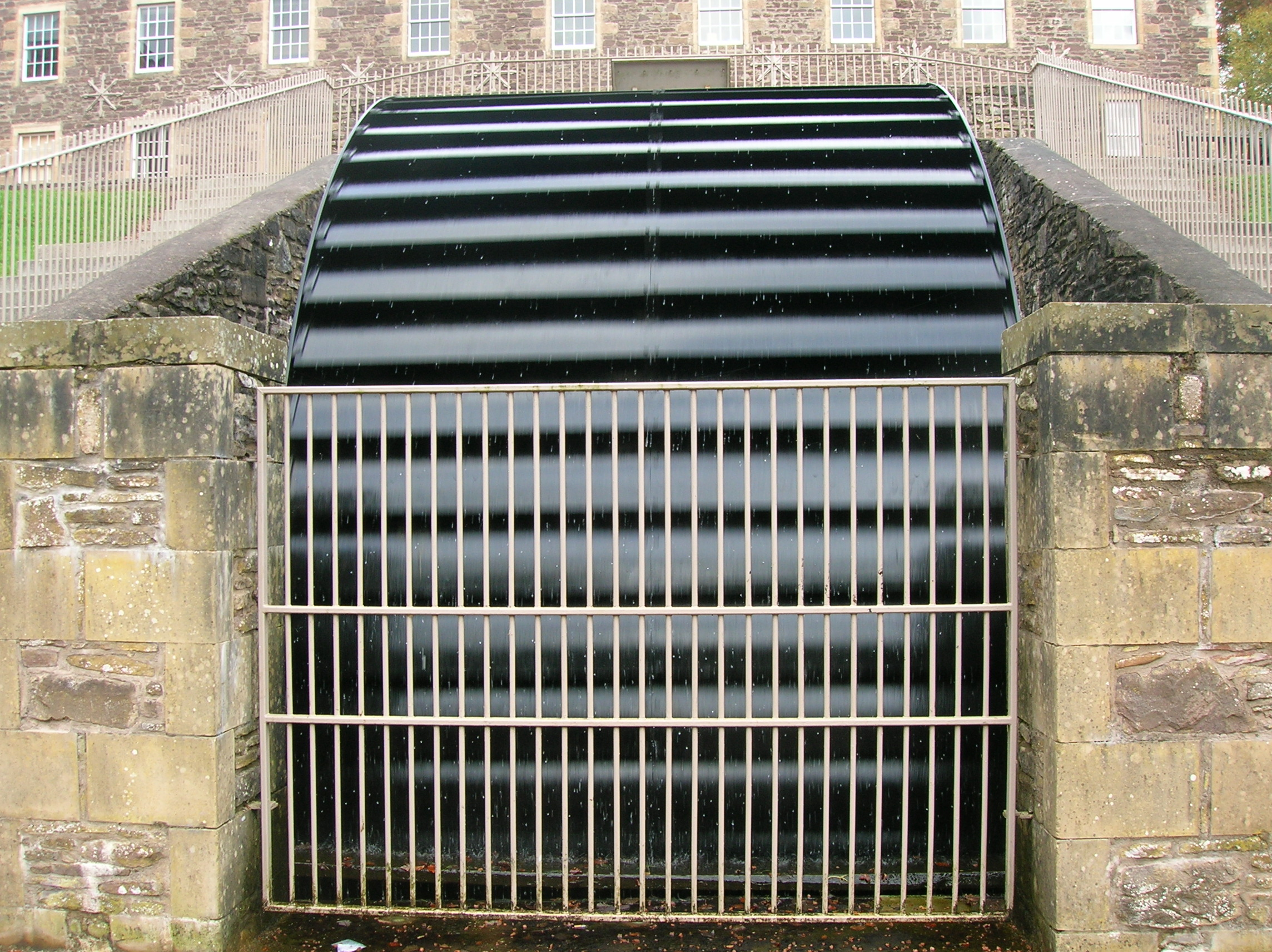
The waterwheel at the site of the old Mill Number Four.
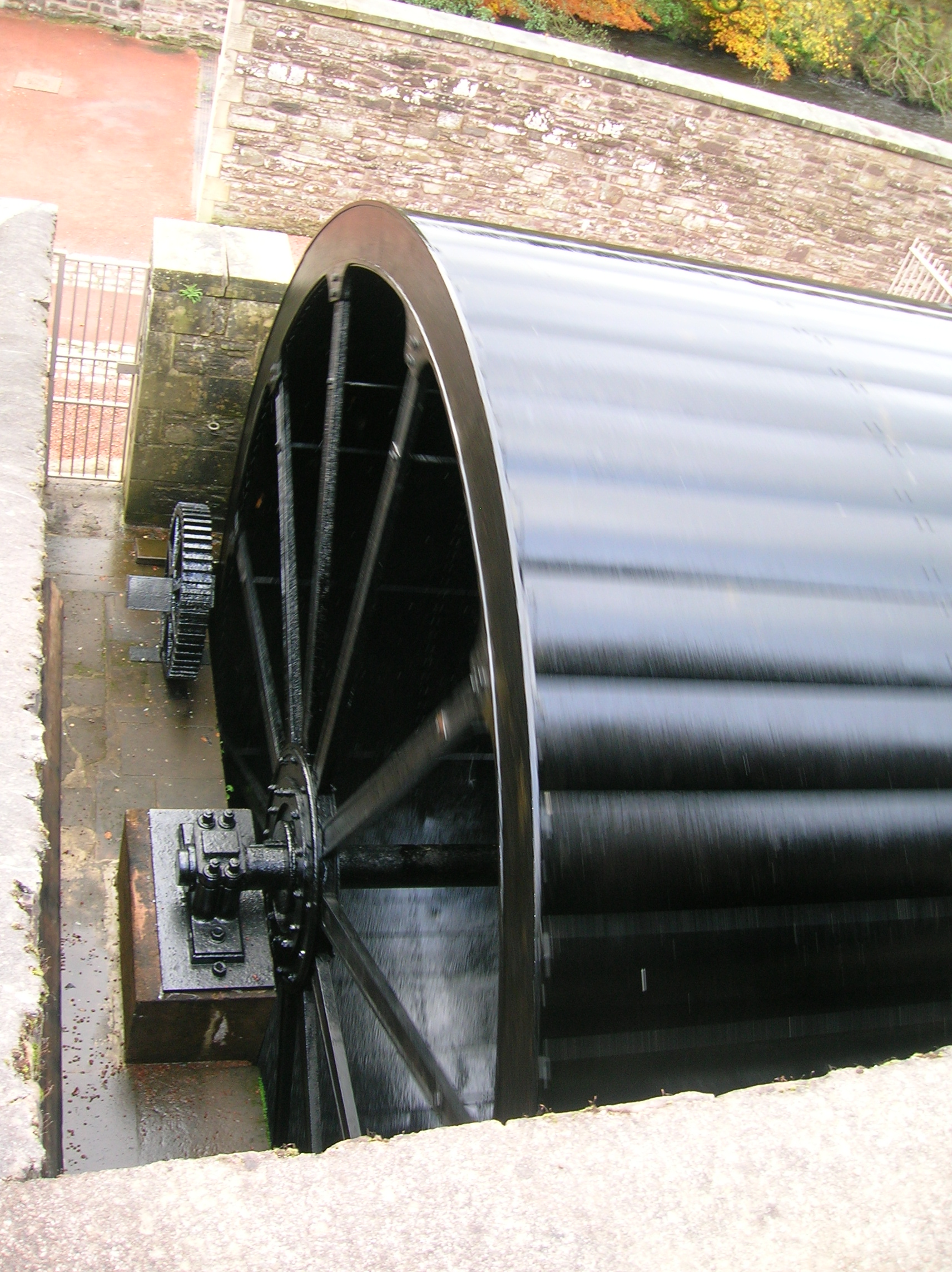
Detail of the waterwheel at the site of old Mill Number Four.